# リチャード・トルマン
リチャード・チェイス・トルマン（Richard Chace Tolman、1881年3月4日 - 1948年9月5日）は、アメリカの 数理物理学者、物理化学者。統計力学に多大な貢献をした。また、アインシュタインが一般相対性理論を発見した後の数年間に理論学的宇宙論に重要な貢献をした。カリフォルニア工科大学で物理化学と数理物理学の教授を務めていた。

## 経歴

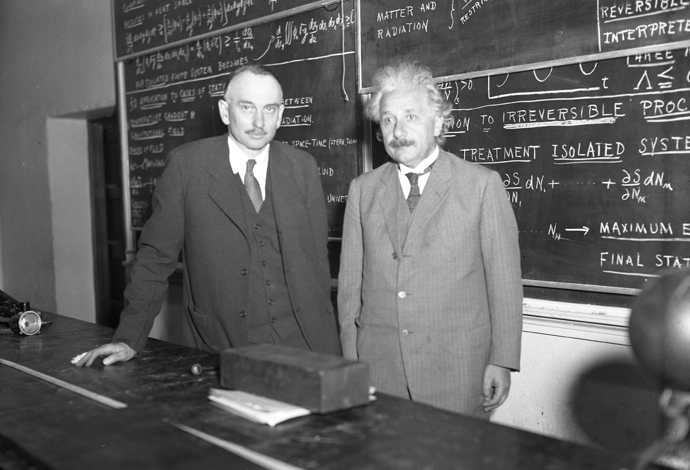
カルテックでのリチャード・トルマンとアルベルト・アインシュタイン（1932年）

マサチューセッツ州ウェストニュートンで生まれ、マサチューセッツ工科大学で化学工学を学び、1903年に学士を、1910年にA. A. Noyesの下でPh.D.を取得した。
1924年にRuth Sherman Tolmanと結婚した。
1912年に相対論的質量の概念を考案し、「運動する物体の質量には式 {\displaystyle m_{0}\left(1-{\frac {v^{2}}{c^{2}}}\right)^{-1/2}}が最適である」と述べた。
Thomas Dale Stewartと行った1916年の実験で、電気が金属導体を通って流れる電子で構成されていることを実証した。この実験の副産物は、電子の質量の測定値であった。ただし全体としては主に理論家として知られていた。
1919年にテクノクラシー運動の前身であるTechnical Allianceの一員であり、科学を社会的および産業的問題に適用する可能性を分析するエネルギー調査の実施を支援した。
1922年にアメリカ芸術科学アカデミーのフェローに選出された。同年、カリフォルニア工科大学に入り物理化学と数理物理学の教授になり、後に大学院の長になった。カリフォルニア工科大学での初期に指導した学生にライナス・ポーリングがおり、トルマンは前期量子論を教えた。
1927年、マックス・プランク、ニールス・ボーア、アルノルト・ゾンマーフェルトの前期量子論を背景とした統計力学に関するテキストを発表した。1938年、古典および量子系への統計力学の応用をカバーする新たに詳細な研究を発表した。これは長年この主題に関する標準的な研究であり、今日でも関心を集める。
キャリアの後半では、相対論的システムと宇宙論への熱力学の適用にますます興味を持つようになった。1934年に発表したRelativity, Thermodynamics, and Cosmology（『相対論、熱力学、宇宙論』）と題した重要なモノグラフで膨張宇宙の黒体放射がどのように冷え、それでいて熱を保つかを示した。これは宇宙マイクロ波背景放射の性質の重要な指針である。また、このモノグラフにおいてトルマンは初めて閉じた宇宙がゼロエネルギーに等しくなる方法を文書にして説明した。彼はすべての質量エネルギーが正であり、全ての重力エネルギーが負であり、それらが相殺しゼロエネルギーの宇宙につながることを説明した。アレクサンドル・フリードマンが1922年に提案した振動宇宙仮説に関するトルマンの研究は、エントロピーに関する困難に注意を向け、1960年代後半までのその消滅をもたらした。
第二次世界大戦中はマンハッタン計画でレズリー・グローヴス将軍の科学顧問を務めた。パサデナで亡くなったとき、国連原子力委員会(UNAEC)の米国代表であるバーナード・バルークの主任顧問であった。
毎年、アメリカ化学会の南カリフォルニアセクションは、「化学への卓越した貢献を表彰し」Tolman Medalを授与している。

## 家族
弟に行動心理学者のエドワード・トールマンがいる。

## 著作
- Statistical mechanics with applications to physics and chemistry. New York: The Chemical Catalog Company. (1927)
- Relativity, Thermodynamics, and Cosmology. Oxford: Clarendon Press. (1934). LCCN 34-32023 Reissued (1987) New York: Dover ISBN 0-486-65383-8.
- The Principles of Statistical Mechanics. Oxford: Clarendon Press. (1938). ISBN 9780486638966 Reissued (1979) New York: Dover ISBN 0-486-63896-0. Tolman, Richard Chace (January 1987). 1987 Dover reprint. ISBN 9780486653839